# Hiperostosi poròtica
La hiperostosi poròtica, és una afecció patològica que afecta els ossos de la volta cranial, i es caracteritza per zones localitzades de teixit ossi esponjós o porós. El díploe, o teixit esponjós dins dels ossos del crani, s'infla i el teixit de la superfície exterior es torna més prim i d'aspecte més porós.
Aquesta condició va ser àmpliament acceptada com a resultat de l'anèmia, que normalment es deu a una dieta deficient en ferro, però diverses línies d'evidència suggereixen que la pèrdua accelerada i la sobreproducció compensatòria de glòbuls vermells observada en l'anèmia hemolítica i megaloblàstica són les causes proximes més probables de la hiperostosi poròtica.
En antropologia, la presència de la malaltia s'ha considerat una evidència que una població passada va patir desnutrició crònica o episòdica. Els antropòlegs examinen els ossos de poblacions passades per conèixer els seus estils de vida. Una subdisciplina coneguda com a paleonutrició s'ha centrat en la presència d'hiperostosi poròtica, entre altres trastorns nutricionals. Una alta incidència de la malaltia indica que la població es va adaptar malament al seu entorn o estava sota estrès nutricional. Un nivell baix de ferro a la sang també és una defensa contra els patògens, de manera que una alta incidència de la malaltia en una població també podria indicar un intent de lluitar contra una malaltia infecciosa. Des d'aquesta perspectiva, la hiperostosi poròtica es podria veure com un intent biològic d'adaptar-se al medi, més que un indicador de desnutrició.